# Shamil Bassaiev
Shamil Salmánovitch Bassaiev (em russo: Шамиль Салманович Басаев) (Dišne-Vedeno, 14 de janeiro de 1965 –  Ekaževo, 10 de julho de 2006) foi um guerrilheiro, político e auto-declarado terrorista separatista tchetcheno, e um dos mais famosos terrorristas da Tchetchénia. Desde 2003, Bassaiev também usou o pseudônimo e título Abdallah Shamil Abu-Idris, Emir da Brigada de Shahids 'Riyadus Salihiin'".

## Biografia
Nasce na cidade de Dišne-Vedeno, não longe de Vedeno, na zona sul-oriental da Chechênia, de pais membros do clã Benoy. O seu nome foi escolhido em honra ao imã Šamil, último líder da resistência chechena na Guerra Caucasiana. Membros da sua família foram ativos na tentativa, após abortada, de criar um emirado caucasiano do norte após a Revolução Russa, que na insurreição chechena de 1940 a 1944, foram deportados para o Casaquistão no qual permaneceram até 1957.
Após o diploma, Bassayev procurou continuar os estudos e trabalhou, gastando também dois anos no exército soviético como bombeiro e ocupando-se posteriormente do comércio de computadores.

## Crise chechena
Em outubro de 1991, logo depois do colapso da União Soviética e no nascimento da Federação Russa, o nacionalista Džokhar Dudayev declarou a independência da Chechênia, provocando a reação de Yeltsin que declarou estado de emergência e mobilizou o exército, numa escalada de tensão que levou em 1994 à Primeira Guerra Chechena. Bassayev se uniu ao movimento de insurreição e, em 9 de novembro de 1991 conquistou notoriedade participando no sequestro de um Tupolev-154 do Aeroflot, em Ancara, Turquia, quando ameaçou explodir o avião se o estado de emergência não fosse retirado. Além disso, requereu uma conferência para chamar a atenção internacional sobre a questão chechena. O sequestro foi resolvido sem vítimas, com a fuga dos terroristas e o retorno à pátria do avião.

## Primeira Guerra Chechena

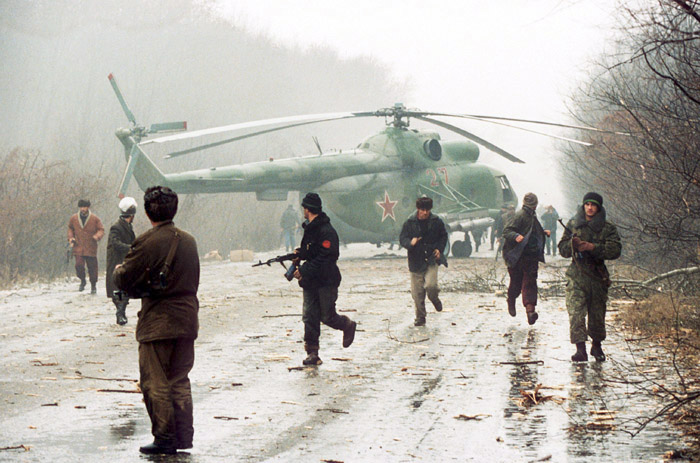
Combatentes chechenos perto de um helicóptero russo abatido em 1994. Foto de Mikhail Yevstafyev.

Com o estouro da primeira guerra chechena se tornou um dos comandantes da guerrilha e combateu na Batalha de Grozny, infligindo várias perdas aos russos, que no início de 1995 passaram a levar a melhor, partindo da capital, avançaram rapidamente no território checheno. Em 3 de junho de 1995 um ataque aéreo russo, na sua cidade natal, provocou 11 mortos e 12 feridos entre os seus familiares. Entre as vítimas, sua mulher, um filho e uma irmã.
Para cessar o avanço dos inimigos, os separatistas recorreram à tática de sequestro de civis em território russo. Em 14 de junho Bassayev guiou um grupo de milicianos que sequestrou 1600 civis no hospital de Budënnovsk, no sul da Rússia. O sequestro terminou com a morte de ao menos 129 pessoas, mais de 100 estavam entre os civis, ainda que tenha ocorrido a intervenção das forças especiais russas. A ação obteve como resultado um cessar-fogo na Chechênia e a abertura de negociações diretas, depois falidas, entre russos e o governo separatista, além de causar uma crise política na Rússia que levou às demissões dos Ministros da Segurança e do Interior. Os sequestradores conseguiram fugir utilizando escudos humanos, e levaram consigo um certo quantitativo de césio radioativo, roubado do hospital, que depois foi disseminado nos arredores de Moscou e encontrado em novembro.
Em 1996 houve a reconquista de Grozny, que determinou essencialmente o fim da primeira guerra chechena e a retirada dos russos. Se candidatou às eleições presidenciais de 1996, mas não conseguiu mais do que 23,5 % do consenso. As eleições foram vencidas pelo mais moderado Aslan Maskhadov, que porém lhe ofereceu a poltrona de vice primeiro-ministro no início de 1997. Desde janeiro de 1998 manteve por seis meses o cargo de primeiro-ministro, antes de se demitir em julho por conta de um polêmica com Maskhadov, com o qual as relações se deterioram profundamente, e o qual acusou de estar levando a Chechênia ao domínio russo.

## Segunda Guerra Chechena

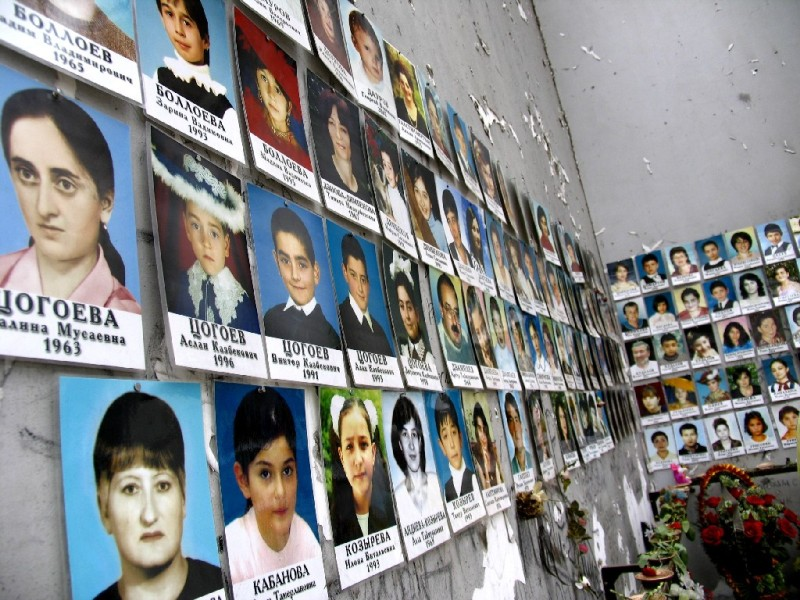
Fotos das vítimas da escola de Breslan

Os atentados contra habitações civis russas, nos quais morreram mais de 300 pessoas foram atribuídos a ordens de Bassayev, que teria porém negado, como resposta à invasão russa do Daguestão, e foi por isso culpado o governo de Maskhadov de ter dado apoio aos terroristas. Esse foi o pretexto para o estouro da segunda guerra chechena. Em janeiro de 2000 os russos já estavam às portas de Grozny, e Bassayev, na fuga, saltou sob uma mina, perdendo um pé, mas conseguiu se refugiar nas montanhas e a se reorganizar, também com o suporte de milicianos islâmicos provenientes do Afeganistão e de outros estados. Em agosto de 2001, guiou uma pesada mas inútil ofensiva no distrito de Vedenskij. Diversos boatos sobre possíveis ferimentos ou a morte do guerrilheiro foram difundidas, mas se revelavam sempre falsas.
A impossibilidade de se opôr à avançada russa leva Bassayev a recorrer novamente ao terrorismo, com uma espantosa série de atentados que desde 2002 à sua morte provocaram um verdadeiro banho de sangue. Entre aqueles reivindicados estão: o ataque ao teatro Dubrovka, em outubro de 2002, que causou 129 vítimas entre os civis e terminou com o massacre de 39 dos 40 terroristas. Os ataques suicidas de 27 de dezembro de 2002 contra a sede do governo em Grozny, causaram 80 vítimas.
O ataque suicida em 12 de maio de 2003 contra um edifício governamental russo em Znamenskiy, no norte da Chechênia, fez 59 vítimas. O primeiro ataque contra Akhmad Kadyrov, o presidente checheno pró-Rússia, em 14 de maio de 2003, quando uma kamikaze, membro das chamadas viúvas negras, o fez saltar no ar, fez 14 vítimas mas o deixou ileso.
O segundo e decisivo atentado contra Akhmad Kadyrov com o uso de explosivos em Grozny, em 9 de agosto de 2004, no qual morreram pelo menos outras cinco pessoas.
A bomba na zona metropolitana de Moscou (10 mortos) e os outros ataques suicidas sobre dois voos (89 mortos) em agosto de 2004. A Crise de reféns da escola de Beslan, em setembro de 2004, além de 350 mortos, o qual reivindicou a organização e o financiamento, mas que julgou ter sido uma terrível tragédia, culpando pelo massacre o uso da força ordenada do governo russo.
O ataque contra edifícios governamentais em Nal'čik, na República autônoma de Kabardino-Balcária, que entre 13 e 14 de outubro de 2005 levaram a mais de 100 mortos.
Bassayev também guiou o ataque contra edifícios governamentais em Nazran', capital da Inguchétia, na noite entre o dia 21 e 22 de julho de 2004, que deixou mais de 90 mortos incluindo o ministro do interior.
Apesar de ter sido oferecida uma recompensa de 10 milhões de dólares pela sua cabeça, concedeu uma entrevista ao jornalista russo Andrei Babitsky na qual declarou que a barbárie das suas ações era uma simples resposta à barbárie perpetrada pelos russos contra o seu povo. Bassayev afirmou que a responsabilidade era do próprio povo russo, que com o seu silêncio tinha abalado as ações do governo, e que por isso todos os russos teriam que provar a guerra na própria pele antes que os ataques cessassem.
Em 23 de agosto de 2005 passou a fazer parte do governo separatista e em 27 de junho de 2006 o novo presidente, Dokka Umarov, o nomeou seu vice.
Em março de 2006 o primeiro-ministro checheno Ramzan Kadyrov, filho de Akhmad, afirmou que 3000 oficiais da sua guarda pessoal estavam cercando Bassayev nas montanhas do sul. As autoridades russas sustentaram que a explosão que levou à sua morte em 10 de julho foi o resultado de uma operação mirada para prevenir possíveis atentados durante o encontro do G8 de São Petersburgo, previsto para 15 de julho a 17 daquele ano. A sua morte deixou vago o posto de coordenador do movimento rebelde checheno, já prejudicado pelo falecimento de outro líder, um ano antes, Aslan Maskhadov, único moderado que demonstrou uma certa capacidade de controlar grupos independentes.

## Militância pancaucásica
O objetivo conclamado dos islâmicos separatistas na Chechênia foi sempre, uma vez obtida a independência da Rússia, de criar um emirado ou califado que reunisse as repúblicas caucasianas em um único estado islâmico. Para tal objetivo os grupos secessionistas criaram estreitas ligações mais ou menos fortes com outros grupos islâmicos radicais do Cáucaso e médio orientais.
Bassayev, em 1992, guiou um batalhão checheno na guerra de Nagorno-Karabakh ao lado dos azeris. Conheceu Ibn Al-Khattab, um revolucionário árabe fundamentalista com o qual fundou em 1999 a Brigada Islâmica Internacional e organizou ações de guerrilha e terrorismo.
Ainda em 1992 combateu na guerra georgiana-abcasa, ao lado dos secessionistas abscásios e foi determinante na derrota das tropas governantes, seguida da limpeza étnica dos georgianos na Abcásia. Nessa guerra a Rússia suportou a luta independentista abcasa, apoiando provavelmente Bassayev na tentativa até a segunda guerra na Ossétia do Sul, de separar da Geórgia o domínio das Repúblicas da Abcásia e Ossétia do Sul.
Em agosto de 1999, no comando da Brigada Islâmica Internacional, atacou o Daguestão junto a diversos outros grupos fundamentalistas islâmicos, em uma das enésimas tentativas de criar um emirado islâmico no norte do Cáucaso, subtraindo a república do domínio russo, mas a intervenção de Moscovo o obrigou à retirada menos de um mês depois.
Haja vista as ligações com grupos terroristas islâmicos, foi acusado frequentemente de entabular relações com Bin Laden e a al-Qaeda, em particular pelo governo russo, que depois dos ataques de 11 de setembro tentou sempre associar a sua figura com a organização terrorista mais conhecida. Bassayev sempre negou contatos diretos com a al-Qaeda, mas foram feitos contatos indiretos, a partir das ligações com Ibn al-Khattab, que havia combatido com os mujaheddin afegãos financiados por Bin Laden, e com outros grupos radicais fundamentalistas. Também o Departamento de Estado dos Estados Unidos da América sustentou que, em 2001, o guerrilheiro estava em campos de adestramento da al-Qaeda, no Afeganistão, e em 2003, foi reconhecido como ameaça à segurança dos Estados Unidos.

## Terrorismo
Em 14 de Junho a 19 de Junho de 1995 liderou uma força de 80 a 200 separatistas e fez reféns 1500-1800 pessoas no Hospital Budyonnovsk que levou à morte de 140 reféns. No dia 1 de setembro de 2004, ordenou o sequestro de uma escola em Beslan na Ossétia do Norte que levou à morte mais de 334 pessoas a maioria crianças.